# Montpeyroux (Hérault)
Montpeyroux település Franciaországban, Hérault megyében. Lakosainak száma 1418 fő (2022. január 1.). Montpeyroux Arboras, Lagamas, Saint-André-de-Sangonis, Saint-Guilhem-le-Désert, Saint-Jean-de-Fos, Saint-Privat, Saint-Saturnin-de-Lucian és La Vacquerie-et-Saint-Martin-de-Castries községekkel határos.

## Népesség
A település népességének változása:
| Lakosok száma | 845  | 806  | 947  | 1170 | 1298 | 1327 | 1340 | 1360 | 1374 | 1418 |
|               | 1968 | 1982 | 1990 | 2006 | 2013 | 2015 | 2017 | 2019 | 2020 | 2022 |